# Manuel Arcón Pérez

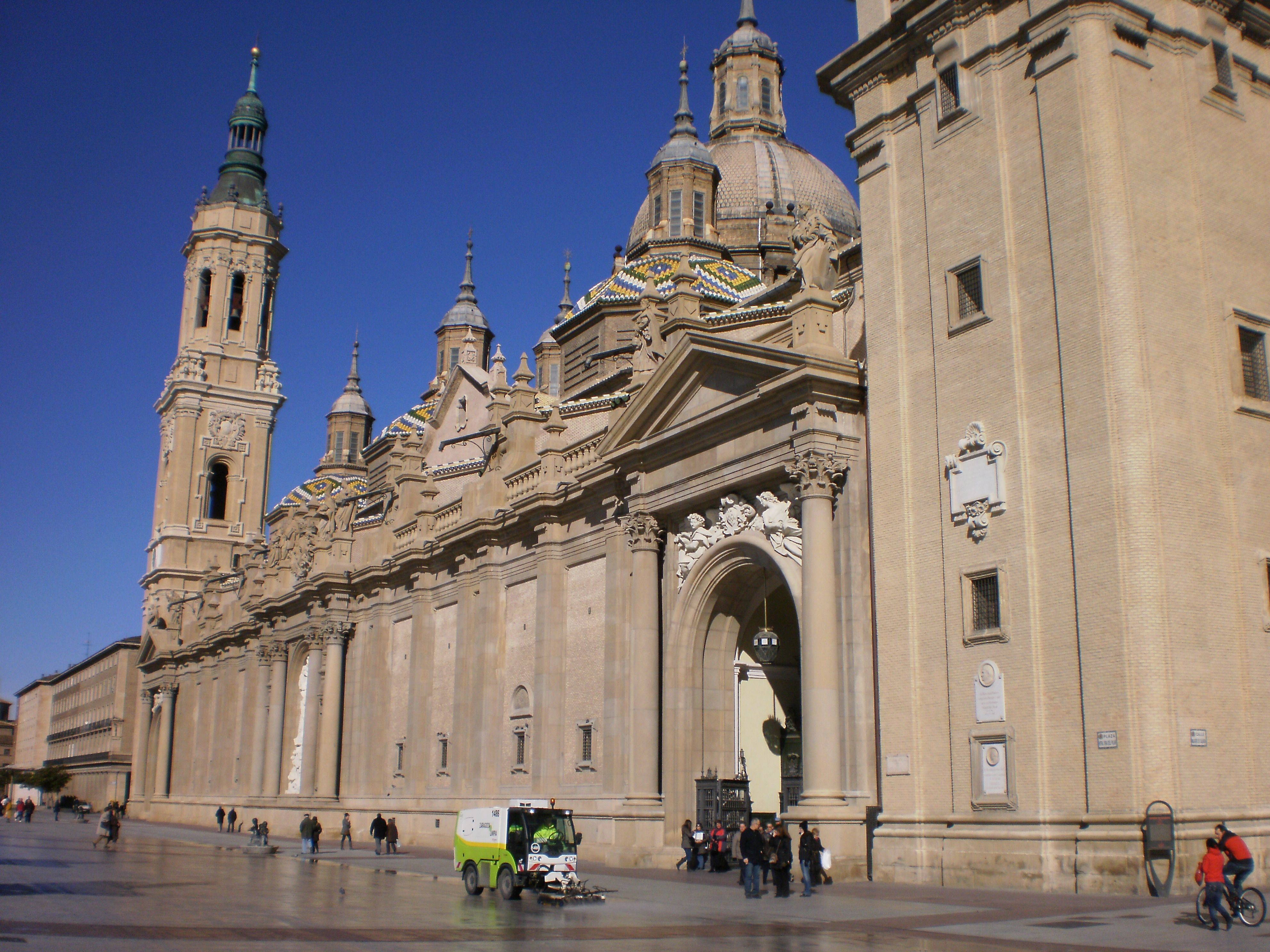
Fachada de la Basílica del Pilar de Zaragoza, en la base de la torre, el medallón de Juan Pablo II.

Manuel Arcón Pérez, es uno de los escultores aragoneses destacados del panorama español del siglo XX y comienzos del XXI, nacido en Graus (Huesca) en 1928.

## Vida y obras
Nacimiento 06.01.1928 - 
Muerte 04.04.2018
Estudió en la Escuela de Artes y Oficios de Zaragoza y trabajó como aprendiz para el escultor Felix Burriel. 
Además de imaginería religiosa realizada a modo de encargo, trabajó también la escultura contemporánea en su amplio espectro con bases de belleza clásicas. Sus obras representan a menudo motivos humanísticos de gran sensualidad, energía y pureza, tanto en el estilo y acabado, como en los materiales elegidos (mármoles, maderas y bronces).
Además de innumerables obras de pequeño tamaño, entre sus muchas obras públicas están:
Paso procesal "La Eucaristía" en Hijar (Teruel); figura "Santiago Apóstol" en la iglesia del mismo nombre en Huesca; "Goya en el Tendido" en La Plaza de Toros de Zaragoza; "La Lavandera" en La Avenida de San José de Zaragoza;"Medallón de Juan Pablo II " en La Basílica del Pilar de Zaragoza;"Baño de sol" en Sabiñánigo (Huesca); "Canto a la Vida" en Alcañiz (Teruel).